# Machimus juxta
Machimus juxta är en tvåvingeart som beskrevs av H. Oldroyd 1939. Machimus juxta ingår i släktet Machimus och familjen rovflugor.
Artens utbredningsområde är Kenya. Inga underarter finns listade i Catalogue of Life.